# Teodora Paleologina
Teodora Paleologina (bułg.: Теодора Палеологина, Teodora Paleołogina) – córka cesarza bizantyńskiego Michała IX Paleologa, żona cara bułgarskiego Teodora Swetosława w latach 1308 – 1321. W latach 1324 – 1330 żona kolejnego cara Michała III Szyszmana.

## Rodzina
Teodora Paleologina była córką Michała IX Paleologa współrządzącego wraz z ojcem Andronikiem II Cesarstwem Bizantyńskim. Jej matką była cesarzowa Maria (Ksena), księżniczka armeńska. Teodora była siostrą późniejszego cesarza Andronika III.

## Pierwsze małżeństwo
W 1300 roku władzę w Bułgarii objął Teodor Swetosław, który zapewniwszy sobie przychylność władcy Ordy Toktaja w następnych latach trzykrotnie odpierał armie bizantyńskie wspierające konkurentów do tronu bułgarskiego, a w 1304 roku musiał odpierać najazd prowadzony przez ojca swej przyszłej żony Michała IX Paleologa. Ostatecznie w 1307 roku Bizancjum uwikłane w walki z Katalończykami w Tracji i Turkami w Azji Mniejszej, zawarło z Teodorem układ pokojowy zwracając mu wcześniejsze zdobycze. Potwierdzeniem pokoju pomiędzy Bizancjum a Bułgarią stał się ślub Teodory z carem bułgarskim. Teodor Swetosław rządził Bułgarią do 1321 roku, a stosunki pomiędzy Bułgarią i Bizancjum układały się w tym czasie pokojowo.

## Drugie małżeństwo
Po śmierci Teodora Swetosława jego syn, Jerzy II Terter wszczął wojnę z Bizancjum, zmarł jednak nagle w jej trakcie w 1323 roku. Bizantyńczycy zajęli znaczną część południowo-wschodniej Bułgarii. Zaniepokojeni rozwojem wypadków bojarzy powołali na tron bułgarski księcia widyńskiego Michała Szyszmana. Michał III Szyszman wyparł Bizantyńczyków z zajętych przez nich terenów i w 1324 roku zawarł z cesarzem Andronikiem II pokój. W celu umocnienia układu oddalił swą dotychczasową żonę Annę Nedę i poślubił Teodorę, wnuczkę Andronika II. W następnych latach sprzymierzył się z jej bratem Andronikiem III domagającym się udziału w rządach Cesarstwem. Po jego zwycięstwie przerzucił się ponownie na stronę dziadka Andronika II, by ostatecznie zawrzeć sojusz z Andronikiem III przeciw wzrastającej potędze serbskiej. 28 lipca 1330 roku Michał III Szyszman zginął w bitwie pod Welbużdem, a na tronie bułgarskim została przez Serbów osadzona jego pierwsza żona Anna Neda wraz z synem Iwanem Stefanem. Teodora zbiegła wówczas do Bizancjum do brata. Zakończyła życie jako mniszka, przyjąwszy imię Teodozji.